# André Caplet
Pour les articles homonymes, voir Caplet.
Œuvres principales
- Conte fantastique (1908)
- Épiphanie (1923)
- Le Miroir de Jésus (1924)

André Caplet est un compositeur et chef d'orchestre français, né le 23 novembre 1878 au Havre et mort le 22 avril 1925 à Neuilly-sur-Seine.

## Biographie
André Caplet étudie la composition dans sa ville natale avant de partir au conservatoire de Paris.  Comme Claude Debussy en 1884, il remporta le prix de Rome en 1901 (devant Maurice Ravel) avec une cantate intitulée Myrrha, ce qui fut à l’origine de leur amitié et de leur collaboration. Il quitta Rome et la villa Médicis pour gagner l'Allemagne où il apprit la direction d'orchestre. Il composa des œuvres vocales et religieuses, telles que la Messe des petits de Saint-Eustache-la-Forêt (1919), Pie Jesu (1919) et Le Miroir de Jésus (1923). Également chef d'orchestre, il créa le Martyre de Saint-Sébastien de Debussy en 1911. Il dirigea également à l'opéra de Boston de 1910 à 1914, dont la première américaine de L'Enfant prodigue de Debussy, le 16 novembre 1910 avec la soprano Alice Nielsen. 

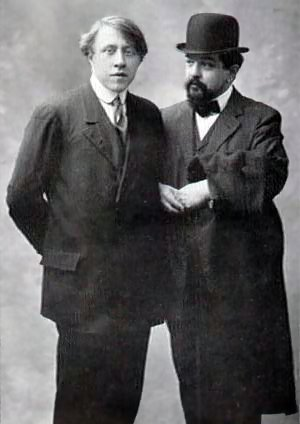
André Caplet et Claude Debussy

En 1914, nommé chef de l'orchestre de l'Opéra de Paris et, bien qu'exempté du service militaire, Caplet s’engage au moment de la déclaration de la Première Guerre mondiale. Gazé, sa santé l'empêchant de continuer sa carrière de chef d'orchestre alors qu'il était considéré comme l'un des meilleurs de son époque au niveau international, il se consacre ensuite essentiellement à l'orchestration (La Boîte à joujoux, Jet d'eau, Clair de lune de Claude Debussy) et à la composition avec une dominante religieuse (Messe à trois voix, La Part à Dieu, Le Miroir de Jésus : Mystères du Rosaire). Il est également l'auteur de Légende, qui comporte une partie significative de saxophone.
Ses œuvres instrumentales ont mis en musique des thèmes populaires persans, Salammbô de Flaubert (1902), le Conte fantastique d'après Le Masque de la mort rouge d’Edgar Allan Poe et la Suite persane pour double quintette à vent.
Il a épousé Geneviève Perruchon (1886-1955) le 4 juin 1919, dont il a eu un fils, Pierre, né le 20 octobre 1920. Il a été l’amant d’Isadora Duncan.

« Hier, pour la première fois, j’ai entendu deux mélodies d’André Caplet sur des vers de Georges Jean-Aubry [...] Ce Caplet est un artiste. Il sait trouver l’atmosphère sonore et, avec une jolie sensibilité, a le sens des proportions ; ce qui est beaucoup plus rare qu’on ne le croit, à notre époque de musique bâclée, ou hermétique comme un bouchon ! »

— Claude Debussy, 1908
Une partie de ses partitions manuscrites originales est conservée par la Bibliothèque municipale du Havre.

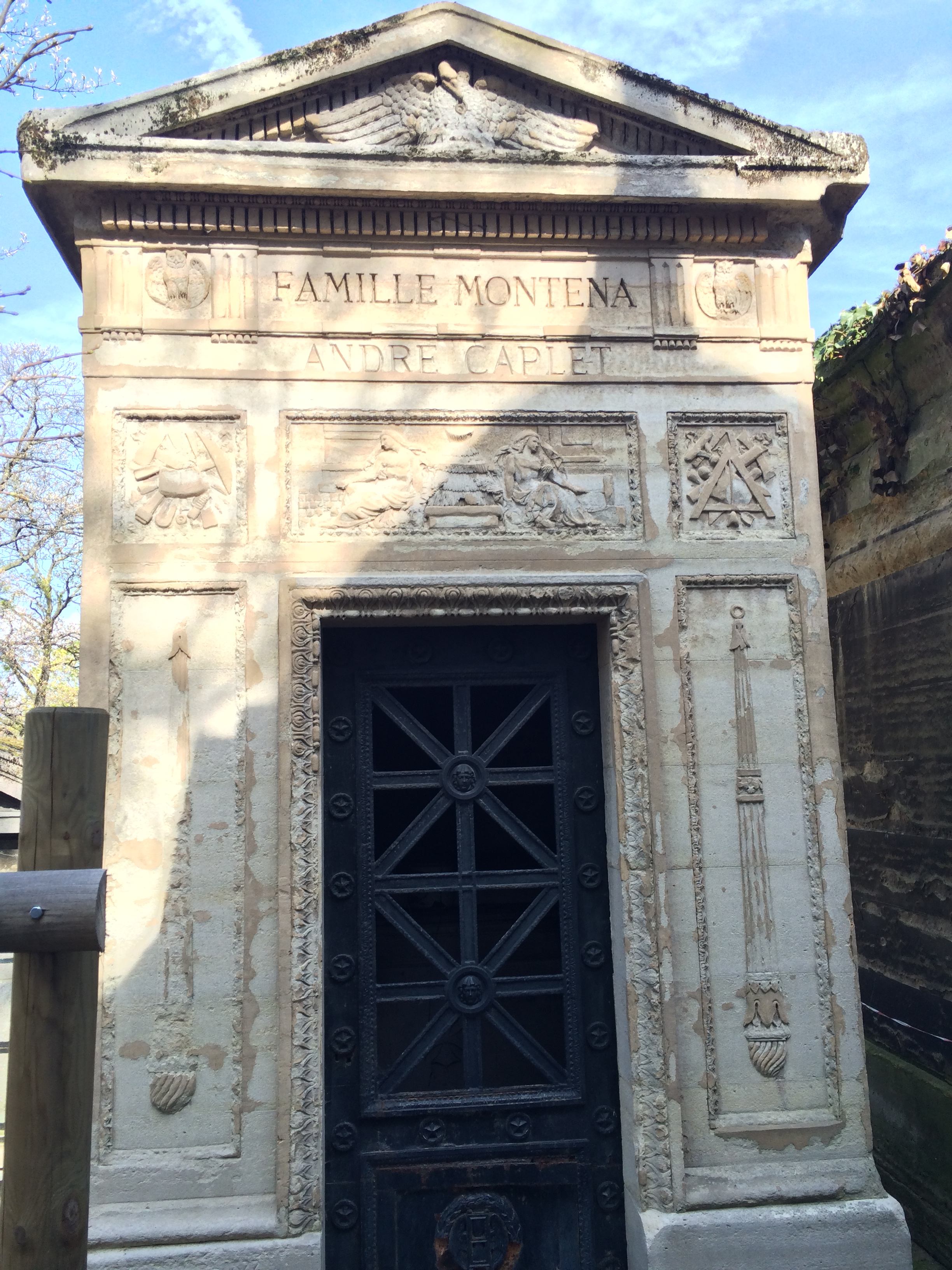
Sépulture d'André Caplet au cimetière de Montmartre.

Il est inhumé dans la 22e division du cimetière de Montmartre.

## Catalogue des œuvres

### Musique vocale

#### Voix et piano
- Green (P. Verlaine), 1902
- Il était une fois (J. Richepin), 1903
- Poème de mai (A. Silvestre), 1902
- Dans la fontaine (P. Gravollet), 1903
- Papillons (P. Gravollet), 1903
- Le Livre rose (P. J. Pain), 1898–1901
  - 1. Le Livre où je veux lire
  - 2. Premier Prix
  - 3. Les Pleurs de bébé
  - 4. Le Furet du bois, Mesdames
- Chanson d'automne (A. Silvestre), 1900
- Paroles à l'absente (G. Jean-Aubry), 1908
  - 1. Préludes
  - 2. Ce sable fin et fuyant
  - 3. Angoisse
- Le Vieux Coffret (R. de Gourmont), 1914–1917
  - 1. Songe
  - 2. Berceuse
  - 3. In una selva oscura
  - 4. Forêt
- En regardant ces belles fleurs (Charles d’Orléans), octobre 1914
- Nuit d'automne (H. de Régnier), mars 1915
- Prière normande (J. Hébertot), 1916
- Solitude (J. Ochse), 1915
- La Croix douloureuse (R. P. Lacordaire) 1918
- Détresse ! (H. Charasson), 9 novembre 1918
- Trois Fables (La Fontaine), 1919
  - 1. Le Corbeau et le Renard
  - 2. La Cigale et la Fourmi
  - 3. Le Loup et l'Agneau
- Le Pain quotidien, (15 exercices), 1920
- Cinq Ballades françaises (P. Fort) 1920
  - 1. Cloche d'aube
  - 2. La Ronde
  - 3. Notre chaumière en Yvelines
  - 4. Songe d'une nuit d'été
  - 5. L'Adieu en barque
- L'Hymne à la naissance du matin (d’après Paul Fort), 1920
- La Cloche fêlée (C. Baudelaire), 1922
- La Mort des pauvres (C. Baudelaire), 1922
- La Part à Dieu (chanson populaire), 1925

#### Voix et orgue
- Pie Jesu, 1919
- Panis angelicus, 1919
- Pater noster, 1919
- Tu es sacerdos, 1920
- Les Prières, 1914-1917

#### Voix et flûte
- Viens! Une flûte invisible soupire, poème de Victor Hugo, 1900
- Corbeille de fruits (Rabindranath Tagore), 1924
- Écoute mon cœur (Tagore), 1924

#### Voix et harpe
- Quand reverrai-je, hélas ! (Du Bellay), 27 août 1916
- Sonnet « Doux fut le trait » (Ronsard), 1924

#### Voix et orchestre
- Myrrha, scène lyrique pour trois voix solistes et orchestre (F. Beissier d'après Sardanapale de Lord Byron), 1901 - Grand Prix de Rome
- Il était une fois (J. Richepin)
- Paroles a l'absente (G. Jean-Aubry), 1908
  - 1. Préludes
  - 2. Angoisse
- Le Vieux Coffret (R. de Gourmont)
- La Croix douloureuse (R. P. Lacordaire)
- Détresse ! (H. Carasson)
- Hymne à la naissance du matin (P. Fort), novembre 1920
- Les Prières pour voix, harpe et quatuor à cordes, 1914–1917
  - 1. Oraison dominicale
  - 2. Salutation angélique
  - 3. Symbole des apôtres
- Le Miroir de Jésus (Henri Ghéon) pour voix solo, chœur à 3 voix, harpe et quatuor à cordes, 1923

### Musique chorale
- Inscriptions champêtres pour trois voix a cappella (R. de Gourmont), août 1914
- Messe à trois voix, dite des petits de Saint-Eustache la Forêt, a cappella 1919-1920
  - 1. Kyrie eleison
  - 2. Gloria
  - 3. Sanctus
  - 4. Agnus Dei
  - 5. O Salutaris
- Été (V. Hugo), pour chœur mixte et orchestre, 1899
- Pâques citadines (C. Spinelli), pour chœur mixte et orchestre, 1920

### Musique instrumentale

#### Harpe
- Deux Divertissements (1924)
  - 1. à la française
  - 2. à l'espagnole

#### Piano
- Menuet dans le style ancien, 1897
- Prélude pour piano à quatre mains, 1899
- Deux pièces, 1900
- Do, ré, mi, fa, sol dans tous les tons (petites pièces faciles) pour piano à quatre mains, 1901
- Un tas de petites choses pour piano à quatre mains, 1919

#### Musique de chambre
- Rêverie et Petite Valse pour flûte et piano, 1897
- Quintette pour piano, flûte, hautbois, clarinette et basson, 1898-1899
  - 1. Allegro
  - 2. Adagio
  - 3. Scherzo
  - 4. Finale
- Suite persane pour 2 flûtes, 2 hautbois, 2 clarinettes, 2 bassons, et 2 cors, 1900
  - 1. Scharki (allegretto)
  - 2. Nihavend (andantino)
  - 3. Iskia Samaisi (vivo)
- Feuillets d'album pour flûte et piano, 1901
- Élégie pour violoncelle et piano, 1903
- Allégresse pour violoncelle et piano, 1903
- Septuor pour cordes vocales et instrumentales (quatuor à cordes et trois voix de femmes), 1909
- Sonate pour piano, voix, violoncelle, 1919
- Épiphanie pour violoncelle et piano (réduction de la version pour orchestre), 1923
- Improvisations pour violoncelle et piano d'après Le Pain quotidien, 1923
- Conte fantastique d'après Le Masque de la mort rouge d'Edgar Allan Poe pour harpe et quatuor à cordes, 1924
- Sonata da chiesa pour violon et orgue, 1924
  - 1. Calme
  - 2. Intérieur
  - 3. Alléluia

#### Orchestre
- Suite d'orchestre (sur des mélodies populaires persanes), 1900
- Légende (suite symphonique pour saxophone et orchestre), 1905
- Le Masque de la mort rouge pour harpe chromatique principale et orchestre à cordes, 1908
- Marche solennelle pour le centenaire de la Villa Médicis, 1903
- Salammbô, poème symphonique, 1902
- Marche héroïque de la Ve Division pour musique militaire, 1917
- Épiphanie, fresque musicale pour violoncelle et orchestre, 1923

### Arrangements

#### Réductions pour piano
- Images (Debussy)

1. Rondes de printemps
2. Gigues
3. Iberia
- La Mer (Debussy)
- Le Martyre de Saint Sébastien, voix et piano (Debussy)
- La Mer, pour 2 pianos, 6 mains (Debussy)

#### Orchestrations
- Children's Corner (Claude Debussy)
- Pagodes (Debussy)
- Clair de lune de la Suite bergamasque (Debussy)
- Le Martyre de Saint Sébastien, fragments symphoniques (Debussy)

### Ouvrages généraux
- Roland de Candé, La Musique : Histoire, dictionnaire, discographie, Paris, Éditions du Seuil, 1969, 688 p., p. 191,
- Antoine Goléa, La musique, de la nuit des temps aux aurores nouvelles, Paris, Alphonse Leduc, 1977, 954 p. (ISBN 2-8568-9001-6), p. 515-516,
- Paul Pittion, La Musique et son histoire : tome II — de Beethoven à nos jours, Paris, Éditions ouvrières, 1960, 574 p., p. 440-441,
- Gustave Samazeuilh, Musiciens de mon temps : Chroniques et souvenirs, Paris, Marcel Daubin, 1947 (1re éd. 1925), 430 p., in-16 (BNF 43254580), p. 234-238,
- Émile Vuillermoz, Histoire de la musique, Paris, Fayard, coll. « Les grandes études historiques », 1979, 606 p. (ISBN 2-213-00859-0), p. 504,
- Roger Wild (dir.), L'Initiation à la musique, à l'usage des amateurs de musique et de radio, Paris, Éditions du Tambourinaire, 1949, 439 p., p. 99.

### Monographies
- Denis Herlin et Cécile Quesney, André Caplet : compositeur et chef d'orchestre, Paris, Société française de musicologie, 2020, 540 p. (ISBN 978-2-853-57269-9).
- (en) Williametta Spencer (Thèse de doctorat), The influence and stylistic heritage of André Caplet, Los Angeles, University of Southern California, 1974, 394 p. (OCLC 493895122, lire en ligne)

### Articles
- Yvonne Gouverné et Dom Angelico Surchamp (dir.), André Caplet, Zodiaque (no 107), janvier 1976, 44 p.